# Don Patinkin
Don Patinkin (8. ledna 1922 – 7. srpna 1995) byl americko-izraelský monetární ekonom a prezident Hebrejské univerzity v Jeruzalémě. Patřil k významným představitelům neokeynesovské makroekonomie či tzv. neoklasické syntézy.

## Život
David Patinkin studoval ekonomii na University of Illinois a University of Chicago a v roce 1947 zde získal doktorský titul. V roce 1949 odešel do Izraele a tam do roku 1952 působil jako profesor na nově založené Hebrejské univerzitě v Jeruzalémě. V letech 1956-1972 byl ředitelem Institutu M. Falka pro ekonomický výzkum. Od roku 1957 až do své smrti zůstal profesorem ekonomie na Hebrejské univerzitě.

## Dílo
- Money, Interest and Prices: An Integration of Monetary and Value Theory (Peníze, úrok a ceny. Sjednocení teorie peněz a teorie hodnoty, 1956)
- On the Nature of the Monetary Mechanism (O povaze peněžního mechanismu, 1967)
- Studies in Monetary Economics (Studie z monetární ekonomie, 1972)
- Keynes' Monetary Thought: A Study of Its Development (Keynesovo monetární myšlení. Studie o jeho vývoji, 1976)
- Essays On and In the Chicago Tradition (Eseje o a v chicagské tradici, 1981)